# 10 000 mètres féminin aux championnats du monde d'athlétisme 1987
Navigation
Tokyo 1991
L'épreuve du 10 000 mètres féminin des championnats du monde d'athlétisme 1987 s'est déroulée les 31 août 1987 et 4 septembre 1987 dans le Stade olympique de Rome, en Italie. Elle est remportée par la Norvégienne Ingrid Kristiansen.
Le 10 000 m féminin est disputé pour la première fois dans le cadre des championnats du monde d'athlétisme.

## Résultats

### Finale
| Rang               | Athlète                  | Nationalité          | Temps          |
| ------------------ | ------------------------ | -------------------- | -------------- |
| Médaille d'or      | Ingrid Kristiansen       | Norvège              | 31 min 05 s 85 |
| Médaille d'argent  | Yelena Zhupiyeva-Vyazova | Union soviétique     | 31 min 09 s 40 |
| Médaille de bronze | Kathrin Wessel           | Allemagne de l'Est   | 31 min 11 s 34 |
| 4                  | Olga Bondarenko          | Union soviétique     | 31 min 18 s 38 |
| 5                  | Liz McColgan             | Royaume-Uni          | 31 min 19 s 82 |
| 6                  | Lynn Jennings            | États-Unis           | 31 min 45 s 43 |
| 7                  | Albertina Machado        | Portugal             | 31 min 46 s 61 |
| 8                  | Xiuting Wang             | Chine                | 31 min 48 s 88 |
| 9                  | Angela Tooby             | Royaume-Uni          | 31 min 55 s 30 |
| 10                 | Kerstin Pressler         | Allemagne de l'Ouest | 31 min 56 s 80 |
| 11                 | Martine Oppliger         | Suisse               | 32 min 07 s 49 |
| 12                 | Marleen Renders          | Belgique             | 32 min 12 s 51 |
| 13                 | Lynn Nelson              | États-Unis           | 32 min 22 s 88 |
| 14                 | Christine McMiken        | Nouvelle-Zélande     | 32 min 25 s 67 |
| 15                 | Francie Larrieu-Smith    | États-Unis           | 32 min 30 s 00 |
| 16                 | Nancy Rooks-Tinari       | Canada               | 32 min 31 s 55 |
| 17                 | Aurora Cunha             | Portugal             | 32 min 44 s 42 |
| 18                 | Kumi Araki               | Japon                | 33 min 15 s 08 |
| 19                 | Ana Isabel Alonso        | Espagne              | 33 min 20 s 65 |
| 20                 | Tuija Toivonen-Jousimaa  | Finlande             | 33 min 25 s 46 |
| 21                 | Lorraine Moller          | Nouvelle-Zélande     | 34 min 07 s 26 |
|                    | Lieve Slegers            | Belgique             | DNF            |

### Séries
| Rang | Athlète                 | Pays               | Temps            |
| ---- | ----------------------- | ------------------ | ---------------- |
| 1    | Kathrin Wessel          | Allemagne de l'Est | 33 min 07 s 92 Q |
| 2    | Liz McColgan            | Royaume-Uni        | 33 min 09 s 26 Q |
| 3    | Aurora Cunha            | Portugal           | 33 min 09 s 86 Q |
| 4    | Ingrid Kristiansen      | Norvège            | 33 min 10 s 37 Q |
| 5    | Marleen Renders         | Belgique           | 33 min 10 s 95 Q |
| 6    | Lynn Jennings           | États-Unis         | 33 min 16 s 18 Q |
| 7    | Angela Tooby            | Royaume-Uni        | 33 min 20 s 14 Q |
| 8    | Martine Oppliger        | Suisse             | 33 min 22 s 25 Q |
| 9    | Nancy Rooks-Tinari      | Canada             | 33 min 24 s 20 Q |
| 10   | Kumi Araki              | Japon              | 33 min 24 s 37 Q |
| 11   | Ana Isabel Alonso       | Espagne            | 33 min 38 s 37 Q |
| 12   | Christine McMiken       | Nouvelle-Zélande   | 33 min 41 s 10 Q |
| 13   | Tuija Toivonen-Jousimaa | Finlande           | 33 min 46 s 05 Q |
| 14   | Midde Hamrin            | Suède              | 34 min 10 s 36   |
| 15   | Danièle Kaber           | Luxembourg         | 34 min 24 s 52   |
| 16   | Monica Regonessi        | Chili              | 34 min 57 s 64   |
| 17   | Leah Jemeli Malot       | Kenya              | 36 min 23 s 66   |
|      | Maria Curatolo          | Italie             | DNF              |
|      | Yelena Romanova         | Union soviétique   | DNF              |
|      | Karolina Szabo          | Hongrie            | DNS              |

| Rang | Athlète                  | Pays                 | Temps            |
| ---- | ------------------------ | -------------------- | ---------------- |
| 1    | Yelena Zhupiyeva-Vyazova | Union soviétique     | 33 min 32 s 05 Q |
| 2    | Olga Bondarenko          | Union soviétique     | 33 min 34 s 79 Q |
| 3    | Kerstin Pressler         | Allemagne de l'Ouest | 33 min 35 s 49 Q |
| 4    | Lorraine Moller          | Nouvelle-Zélande     | 33 min 35 s 73 Q |
| 5    | Xiuting Wang             | Chine                | 33 min 36 s 07 Q |
| 6    | Francie Larrieu-Smith    | États-Unis           | 33 min 37 s 36 Q |
| 7    | Albertina Machado        | Portugal             | 33 min 40 s 87 Q |
| 8    | Lynn Nelson              | États-Unis           | 33 min 43 s 71 Q |
| 9    | Lieve Slegers            | Belgique             | 33 min 48 s 91 Q |
| 10   | Susan Crehan             | Royaume-Uni          | 33 min 54 s 99   |
| 11   | Susan French-Lee         | Canada               | 34 min 14 s 92   |
| 12   | Sue Berenda              | Canada               | 34 min 15 s 48   |
| 13   | Conceição Ferreira       | Portugal             | 34 min 43 s 35   |
| 14   | Rose Lamb                | Irlande              | 35 min 00 s 17   |
| 15   | Michelle Bush-Cuke       | Îles Caïmans         | 35 min 30 s 96   |
|      | Paivi Tikkanen           | Finlande             | DNF              |
|      | Cristina Tomasini        | Italie               | DNF              |
|      | Beverley Lord            | Guyana               | DNF              |

## Légende
Records et Performances
- AR : Record continental (area record)
- CR : Record des championnats (championship record)
- MR : Record du meeting (meet record)
- NR : Record national (national record)
- OR : Record olympique (olympic record)
- PR : Record paralympique (paralympic record)
- PB : Record personnel (personal best)
- SB : Meilleure performance personnelle de la saison (season's best)
- WL : Meilleure performance mondiale de l'année (world leader)
- WJR : Record du monde junior (world junior record)
- WR : Record du monde (world record)

Circonstances et Conditions
- DNF : N'a pas terminé (did not finish)
- DNS : N'a pas pris le départ (did not start)
- DQ : Disqualification (disqualification)
- NM : Aucun essai valable enregistré (No Mark)
- Q : Qualifié « directement » au prochain tour (ou à la prochaine compétition), lors d'une compétition majeure, grâce au classement ou à la réalisation des minima (automatic qualifier)
- q : Qualifié au prochain tour (ou à la prochaine compétition), lors d'une compétition majeure, grâce au repêchage ou à la réalisation de l'une des meilleures performances parmi celles des « non qualifiés directement » (grâce au meilleur temps ou à la meilleure distance par exemple) (secondary qualifier)